# Храм Преображения Господня в Тушине
Храм Преображе́ния Госпо́дня в Ту́шине — православный храм в районе Покровское-Стрешнево в Москве, на территории бывшего села Спас.

## История
Храм является преемником известного с XIV века Сходненского Спасо-Преображенского монастыря. В XVIII веке, после закрытия монастыря, его храм был преобразован в приходской. В конце XIX века по проекту архитектора Владислава Осиповича Грудзина начато строительство нового храма, которое было в основном завершено к 1886 году. 6 (13) августа 1888 года храм освящён митрополитом московским Иоанникием в честь Преображения Господня.
После прихода советской власти храм переживает нелёгкие времена. В 1929 году настоятель храма Александр Буравцев — внук и сын двух первых настоятелей арестован за то, что оказался не в состоянии выплатить назначенный сельсоветом налог объёмом 15 пудов овса. Он приговаривается к одному году заключения, обжалует приговор и приговор отменяют. Тем не менее, настоятель в храм уже не возвращается и продолжает службу в различных московских приходах. В 1935 или в 1937 году храм закрыт. 11 декабря 1937 года бывший настоятель храма Александр Буравцев арестован, 22 декабря того же года, по вынесенному «тройкой» приговору расстрелян на Бутовском полигоне и похоронен в безымянной общей могиле. Юбилейным Архиерейским Собором Русской Православной Церкви 2000 года Александр Буравцев признан новомучеником. Последний настоятель храма перед его закрытием Александр Соколов также арестован и 5 ноября 1937 года расстрелян в Алтайском крае, место его захоронения неизвестно.
После закрытия, здание бывшего храма занимают различные учреждения. В 1950-х годах местные жители обращаются к властям с просьбой об открытии храма, но их требование не только не удовлетворяется, но напротив, власти взрывают колокольню и главный купол. В 1965 году упразднено и снесено бывшее при храме Спас-Тушинское кладбище, а здание самого храма превращено в склад стройматериалов.
Тушинский храм возрождается начиная с 1990-х годов. Это первый храм, освящённый патриархом Алексием II после его интронизации. 17 августа 1990 года им освящается главный престол, и в храме возобновлены богослужения. В 1991 и 1993 годах освящены приделы Николая Чудотворца и Сергия Радонежского. Начато активное восстановления храма, вновь построены снесённые колокольня и ограда, восстановлен купол, интерьеры украшены мозаикой. Обустроена территория, перезахоронены все найденные людские останки с уничтоженного ранее кладбища.

## Архитектура
В 1990 году храм Спаса Преображения в Тушине был возвращён Русской Православной Церкви. Настоятелем был назначен протоиерей Федор Соколов, трагически погибший в 2000 году и погребённый у алтаря возрождённого храма. 17 августа 1990 года, накануне праздника Преображения Господня, Святейший Патриарх Московский и Всея Руси Алексий II совершил освящение храма и его главного престола. В 1991 и 1993 годах были освящены приделы свт. Николая Чудотворца и прп. Сергия Радонежского. С момента открытия храма началось активное его восстановление. Была воссоздана его внешняя архитектура: восстановлена глава над основным объёмом, кокошники, построены вновь верхние ярусы колокольни и киоты над полукружиями апсиды. Мозаичист А. И. Царев украсил тимпаны кокошников изображениями двенадцати апостолов, а киоты — композицией «Деисус». Для усиления остроты и выразительности силуэта храма над алтарями приделов возвели главы. По сохранившимся фрагментам была воссоздана ажурная ограда на кирпичном цоколе, отреставрированы Святые ворота. С южной стороны храма, у ограды, захоронены все обнаруженные при строительных работах останки погребённых здесь людей. Особая роль в воссоздании храма принадлежит ныне покойному Председателю Приходского совета храма О. В. Шведову. Его опыт и знания православной иконографии по сотням памятников церковного искусства (архитектуры, иконы, мозаики, фрески) России, Грузии, Армении, Сербии, Византии помогли воссоздать интерьер храма. Результаты реставрации и восстановления храма были отмечены Государственной премией.

## Духовенство
- Протоиерей Василий Воронцов — настоятель;
- Иерей Дмитрий Евменов;
- Иерей Арсений Уланов;
- Иерей Антоний Новиков;
- Иерей Михаил Климов;
- Диакон Сергий Андреев;
- Диакон Андрей Зубков.